# Enicospilus celebensis
Enicospilus celebensis là một loài tò vò trong họ Ichneumonidae.